# Grand Prince Hotel Akasaka
Le Grand Prince Hotel Akasaka est un hôtel construit à Tokyo de 1980 à 1983 de 141 mètres de hauteur. La surface de plancher de l'immeuble est de 67 751 m2 pour 761 chambres d’hôtel.

## Histoire
L'immeuble a été conçu par les agences d'architecture Kenzo Tange et Kajima Design.
Il connut un grand succès lors de la bulle spéculative japonaise des années 1980.
En 2010, l'entreprise propriétaire, Prince Hotels, a décidé que l’hôtel sera détruit puis reconstruit. Après la fin des activités d’hôtellerie en mars 2011, il héberge pendant trois mois des victimes du séisme de 2011 de la côte Pacifique du Tōhoku.